# ŠK Javorník Makov
ŠK Javorník Makov (celým názvem: Športový klub Javorník Makov) je slovenský fotbalový klub, který sídlí v obci Makov. Založen byl v roce 1933. Od sezóny 2017/18 působí ve čtvrté lize Stredoslovenského futbalového zväzu, sk. Sever.
Své domácí zápasy odehrává na stadionu ŠK Javorník Makov s kapacitou 500 diváků.

## Umístění v jednotlivých sezonách
Stručný přehled
Zdroj: 
- 2012–2013: 5. liga SsFZ – sk. Sever
- 2013–2014: 4. liga SsFZ
- 2014–2017: 3. liga – sk. Střed
- 2017–: 4. liga SsFZ – sk. Sever

Jednotlivé ročníky
Zdroj: 
Legenda: Z – zápasy, V – výhry, R – remízy, P – porážky, VG – vstřelené góly, OG – obdržené góly, +/− – rozdíl skóre, B – body, červené podbarvení – sestup, zelené podbarvení – postup, fialové podbarvení – reorganizace, změna skupiny či soutěže
| Slovensko (2012–) |                          |        |    |    |   |    |    |    |     |    |        |
| Sezóny            | Liga                     | Úroveň | Z  | V  | R | P  | VG | OG | +/− | B  | Pozice |
| 2012/13           | 5. liga SsFZ – sk. Sever | 5      | 24 | 19 | 2 | 3  | 71 | 21 | +50 | 59 | 1.     |
| 2013/14           | 4. liga SsFZ             | 4      | 30 | 19 | 7 | 4  | 61 | 35 | +26 | 64 | 1.     |
| 2014/15           | 3. liga – sk. Střed      | 3      | 28 | 16 | 3 | 9  | 68 | 33 | +35 | 51 | 3.     |
| 2015/16           | 3. liga – sk. Střed      | 3      | 30 | 14 | 4 | 12 | 64 | 58 | +6  | 46 | 6.     |
| 2016/17           | 3. liga – sk. Střed      | 3      | 28 | 6  | 2 | 20 | 35 | 70 | −35 | 20 | 15.    |
| 2017/18           | 4. liga SsFZ – sk. Sever | 4      | 30 |    |   |    |    |    |     |    |        |